# Підводний хокей
Підводний хокей (в Англії також називається Octopush) — різновид хокею, коли команди змагаються під водою в 4-6 метровому басейні розміром 15x25 метрів. Цей вид спорту входить до складу Всесвітньої конфедерації підводної діяльності.

## Історія

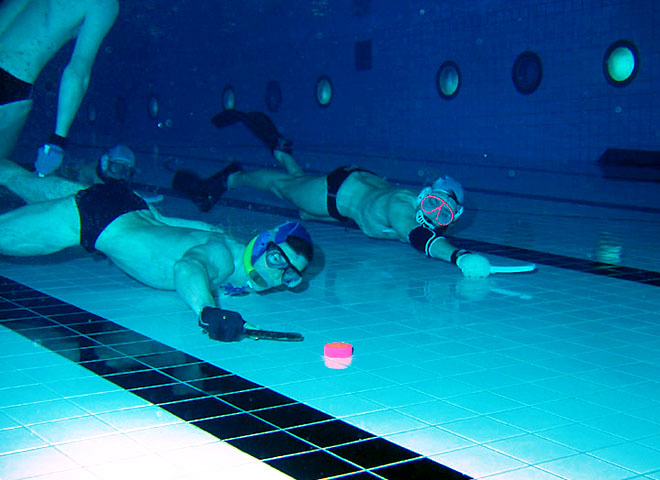

Підводний хокей виник в Англії в 1954 році, коли Алан Блейк, власник новоствореного дайвінгового клубу Sub-Aqua Club, у приморському курорті Southsea (графство Гемпшир, Англія) придумав гру і назвав її Octopush — з метою збереження членів клубу, зацікавлених в активному відпочинку протягом зимових місяців, коли дайвінг у відкритому морі малопривабливий. У даний час у цей хокей грають у більш ніж 20 країнах, а перший Чемпіонат світу з підводного хокею пройшов у Канаді в 1980 році. У 1984 році був проведений жіночий Чемпіонат світу з цього виду спорту.

## Гра

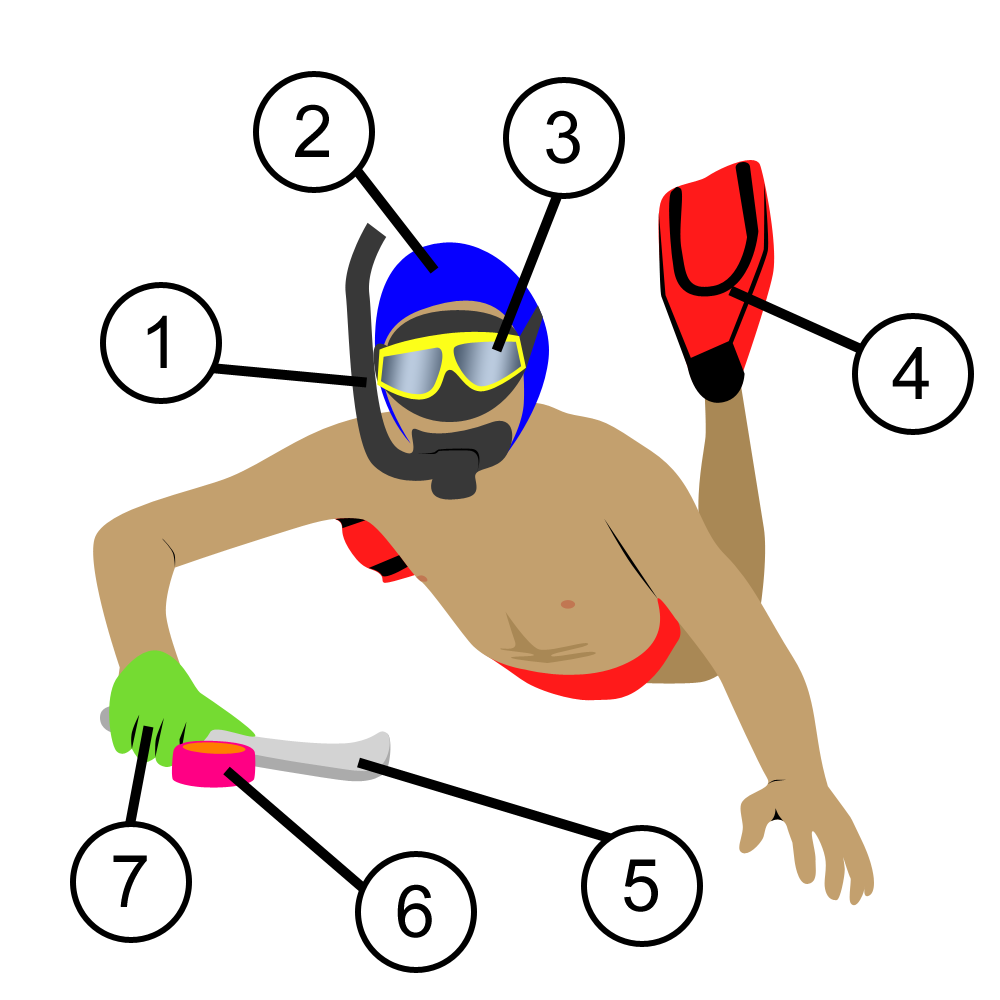
Екіпірування гравців: 1 − шноркелінг, 2 − шапочка, 3 − маска, 4 − ласти, 5 − клюшка, 6 − шайба, 7 − рукавички

Гра складається з двох періодів по 15 хвилин і 3-хвилинним відпочинком між ними. Кожна команда, що складається з десяти гравців, має право на 60-секундний тайм-аут у кожному періоді. Шість гравців беруть участь у змаганні, а четверо перебувають на поверхні для заміни. Мета гри — забити шайбу, пересуваючи її ключкою по дну басейну до воріт противника. Гра продовжується доти, поки буде забитий гол або її зупинить рефері (через фол, тайм-аут або закінчення періоду). Судять гру два рефері у воді (у дайверському екіпіруванні) і один — на поверхні.
Ворота, що мають ширину 3,36 метра, виготовлені з алюмінію або нержавіючої сталі, розташовані на дні басейну з протилежних сторін ігрового поля і мають заглиблення, в яке повинна бути забита шайба. Ззаду воріт є стінка. Якщо шайба потрапляє в неї і відскакує, не опускаючись в заглиблення, гол також зараховується.

## Екіпірування
Екіпірування гравців включає: дихальну трубку, ватерпольну шапочку, підводну маску, ласти, ключку, шайбу і рукавички.